# Lycosa corallina
Lycosa corallina är en spindelart som beskrevs av McKay 1974. Lycosa corallina ingår i släktet Lycosa och familjen vargspindlar. Inga underarter finns listade i Catalogue of Life.